# Schwabelsberg
Schwabelsberg ist ein Weiler der kreisfreien Stadt Kempten (Allgäu). Im Jahr 1987 lebten in dem Ort, der bis 1972 zur Gemarkung Sankt Lorenz gehörte, 11 Einwohner. In der Nähe befinden sich die Schwabelsberger Weiher.

## Geschichte
1368 wurde ein „Hans Swaboltzsberch“ erwähnt, 1383/90 „Schwabelsperg“. Schwabelsberg war Sitz einer unbedeutenden Herrschaft, das Ortsadelsgeschlecht wurde von 1368 bis 1405 genannt. Es besaß dort einen Burgstall mit Weiher und Bauhof, als stiftkemptisches Lehen.
1518 wurde das Schloss Schwabelsberg, das wohl im 14. oder 15. Jahrhundert erbaut wurde, vom Fürstabt Rudolf von Raitnau erworben. Kurze Zeit später wurde es Sitz der Franziskanerinnen St. Anna. Um 1658 ließ ein Fürstabt das Gebäude als Kloster umbauen. Nach der Zerstörung des Klosters in Kempten diente Schwabelsberg als Sitz des Konvents. Unter Fürstabt Engelbert von Syrgenstein wurde die baufällige Kapelle St. Anna neu erbaut. Mittlerweile ist sie profaniert.

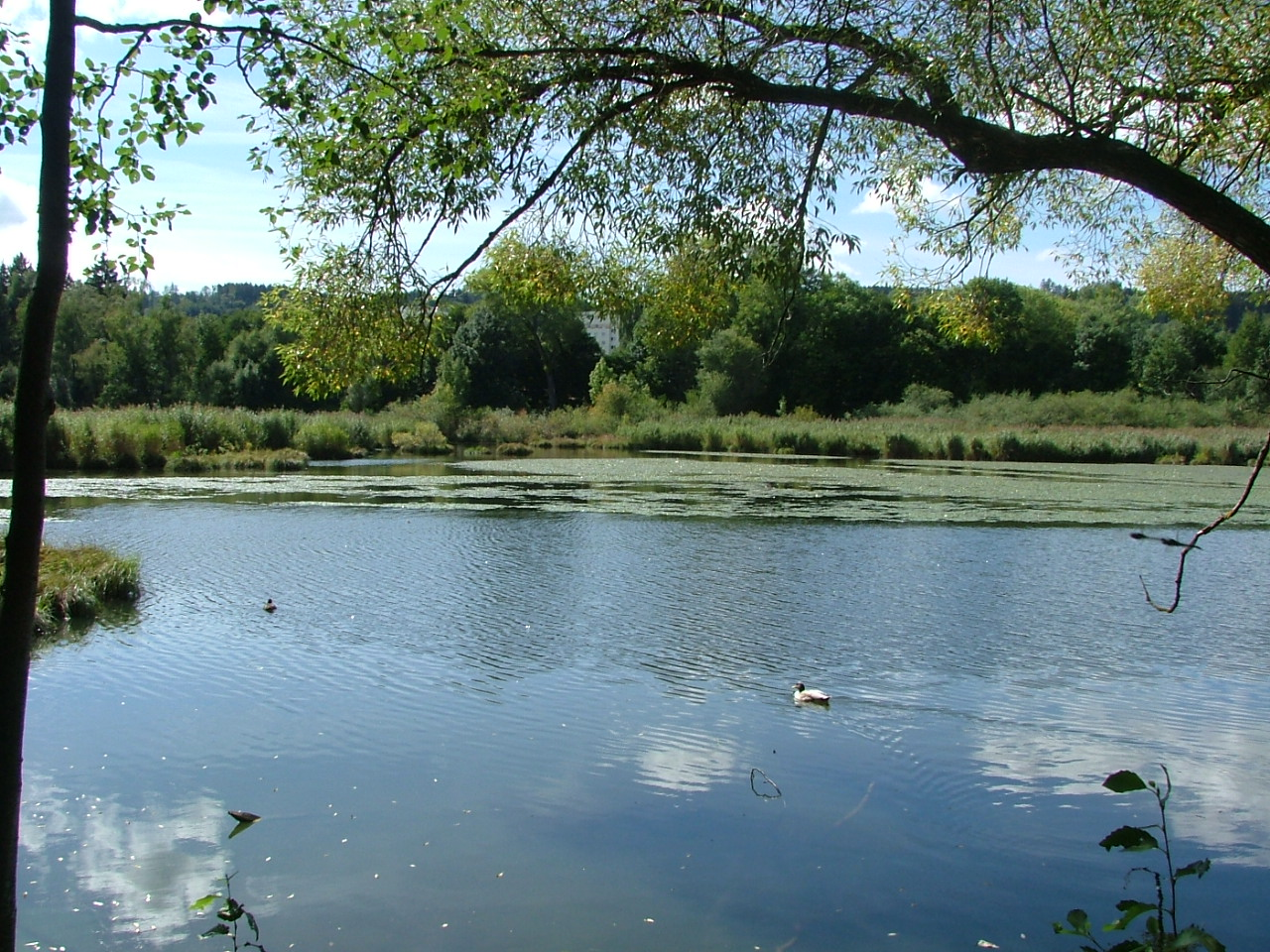
Schwabelsberger Weiher
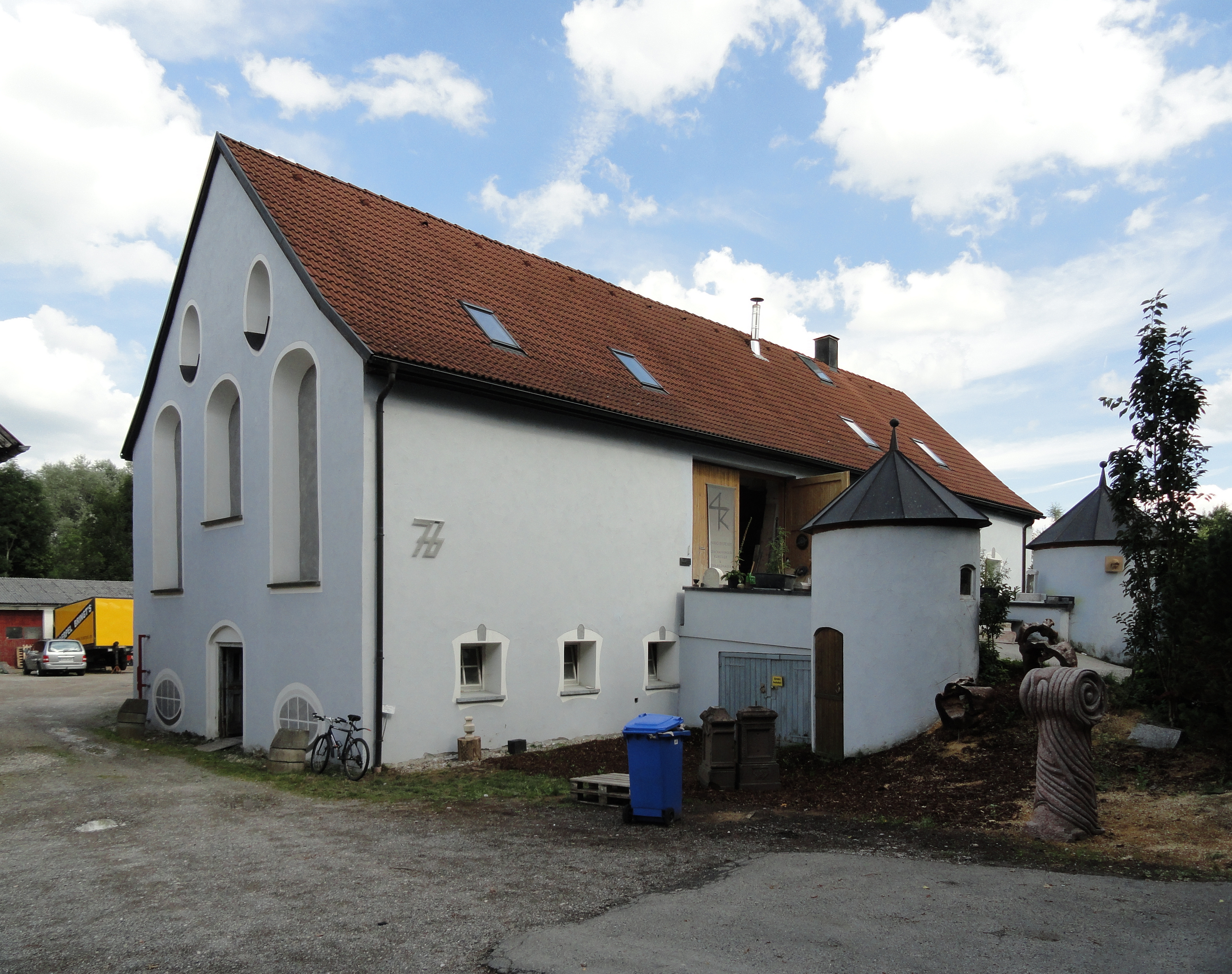
Profanierte Kapelle St. Anna (Schwabelsberg)
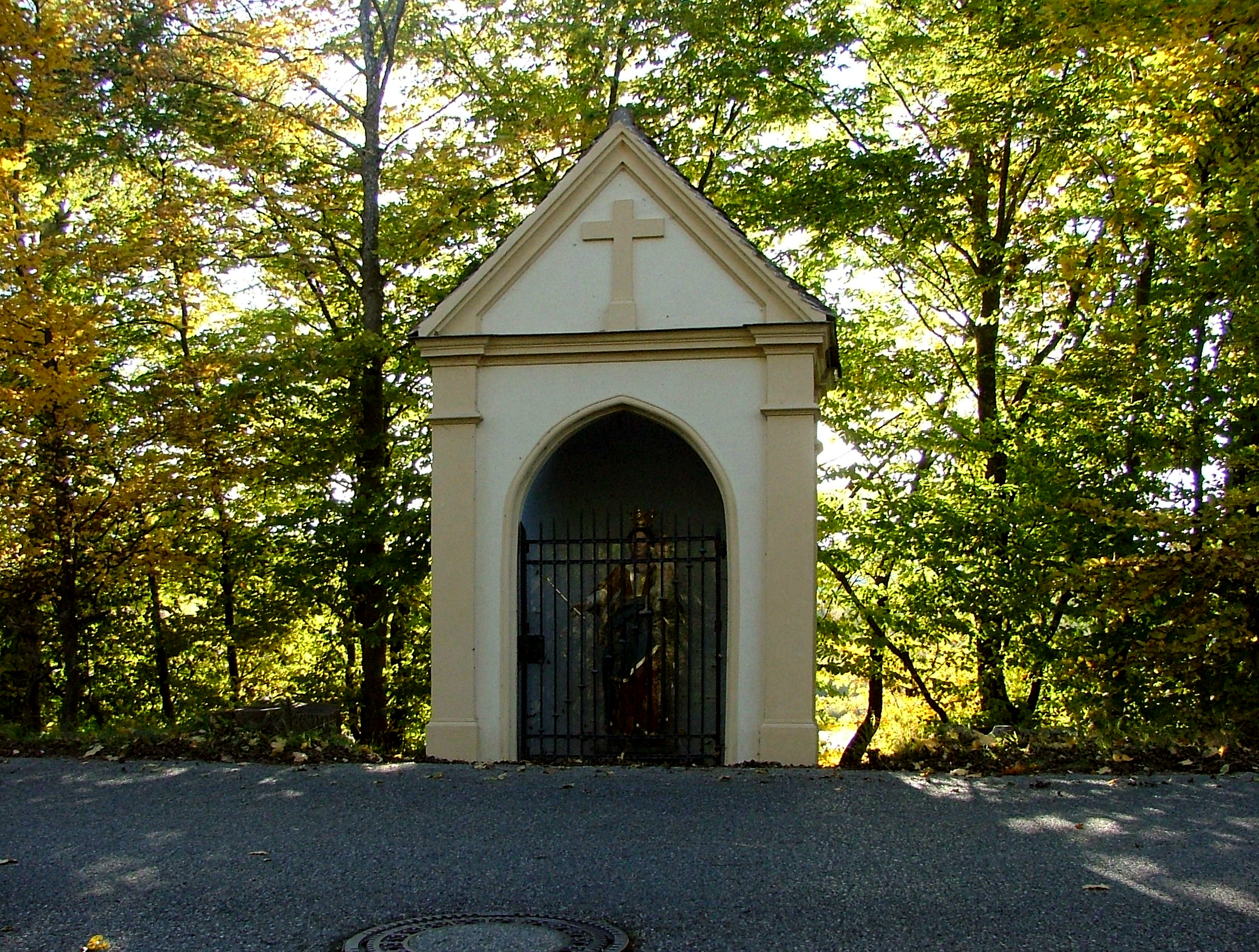
Bildstock an der Straße bei Schwabelsberg